# Праталборато (Алесандрија)
Праталборато је насеље у Италији у округу Алесандрија, региону Пијемонт.
Према процени из 2011. у насељу је живело 177 становника. Насеље се налази на надморској висини од 159 м.